# Tarentola darwini
Espèce
Statut de conservation UICN

 LC  : Préoccupation mineure
Tarentola darwini est une espèce de geckos de la famille des Phyllodactylidae.

## Répartition
Cette espèce est endémique des îles du Cap-Vert. Elle se rencontre sur les îles de São Nicolau, de Sal, de Santiago et de Fogo.

## Étymologie
Cette espèce est nommée en l'honneur de Charles Darwin.

## Publication originale
- Joger, 1984 : Die Radiation der Gattung Tarentola in Makaronesien. Courier Forschungsinstitut Senckenberg, vol. 71, p. 91-111.